# Mladen Naletilić

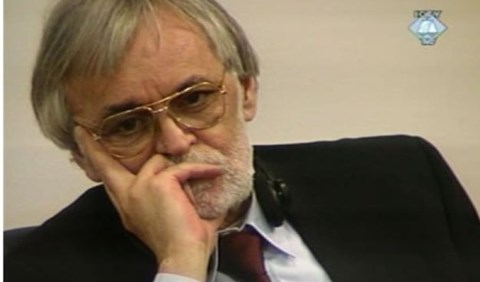
Mladen Naletilić vor dem Internationalen Gerichtshof für das ehemalige Jugoslawien

Mladen Naletilić (* 1. Dezember 1946 in Široki Brijeg; † 17. Dezember 2021 in Mostar), genannt Tuta, war ein Warlord im Bosnienkrieg und mutmaßlicher führender Bandenkrimineller. Er gründete und kommandierte das paramilitärische Kažnjenička bojna (Sträflingsbataillon) des Kroatischen Verteidigungsrats (HVO). Naletilić wurde vom Internationalen Strafgerichtshof für das ehemalige Jugoslawien (ICTY) als Kriegsverbrecher wegen „ethnischer Säuberung“ an Bosniaken zu einer 20-jährigen Haftstrafe verurteilt, die er zu zwei Dritteln verbüßte.

## Leben

### Jugend und Emigration
Naletilić wurde am 1. Dezember 1946 in Široki Brijeg als Sohn von Mate und Slavka Naletilić geboren, welche die weiteren gemeinsamen Söhne Dobroslav und Miro sowie die Töchter Anka, Danica und Diana hatten. Die weiterführende Schule soll er gemeinsam mit dem späteren kroatischen Außenminister Gojko Šušak (1945–1998) besucht haben, mit dem er bekannt gewesen sein soll. Naletilić emigrierte um das Jahr 1968 als Gastarbeiter nach Westdeutschland. Dort soll er der extremistischen Emigrantenvereinigung Bund der vereinigten Kroaten Deutschlands e. V. angehört haben.
Anfang der 1970er-Jahre soll Naletilić eine Beziehung mit der späteren Grünen-Politikerin und Stasi-Agentin Brigitte Heinrich (1941–1987) gehabt und mit ihr in Mainz gelebt haben. Bis Ende der 1980er-Jahre war Naletilić in Singen als Spielbank- und Nachtclubbetreiber bekannt. Er arbeitete mit dem deutschen Bundesnachrichtendienst und dem bulgarischen Komitee für Staatssicherheit zusammen. Nach Dokumenten die der britischen Tageszeitung The Guardian und dem bosnisch-herzegowinischen Investigativmagazins Slobodna Bosna vorlagen, arbeitete Naletilić als Agent des jugoslawischen Geheimdienstes „UDBA“, mit dem Auftrag über „die Ustascha-Emigranten in Deutschland und überall“ zu berichten.

### Kroatien- und Bosnienkrieg

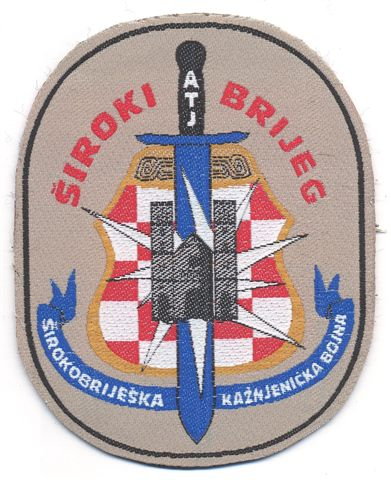
Ärmelabzeichen des Kažnjenička bojna (um 1993)

Während des Zerfalls Jugoslawiens Anfang der 1990er-Jahre nach Kroatien gekommen, gründete Naletilić dort das Kažnjenička bojna (Sträflingsbataillon). Während des Waffenembargos sicherte sich Naletilić durch die Vermittlung von Waffengeschäften die Protektion des kroatischen Präsidenten Franjo Tuđman und vor allem von Außenminister Šušak, unter dessen persönlichen Befehl das Kažnjenička bojna im Kroatienkrieg handelte und gegen „schlechte“ Kroaten eingesetzt wurde.
Nach Ausbruch des Bosnienkrieges verlegte Naletilić das Kažnjenička bojna nach Široki Brijeg und betrieb 1993 über die Fronten hinweg Schmuggelgeschäfte. So verkaufte er Treibstoff an serbisches Militär und später ließ er harte Drogen aus Italien über Mostar nach Zagreb, Sarajevo und Skopje verkaufen.
Mitglieder des Kažnjenička bojna sollen am 9. August 1992 in Kruševo bei Mostar die Liquidierung des HOS-Führers Blaž Kraljević und acht seiner Mitstreiter durchgeführt haben. Nach der offiziellen Version schossen HOS-Mitglieder auf den Kontrollpunkt des Kroatischen Verteidigungsrates, woraufhin Kraljević und sein Gefolge getötet wurden. Die genauen Tatumstände wurden nie geklärt.
Das Sträflingsbataillon beteiligte sich am kroatisch-bosniakischen Krieg und kämpfte unter anderem in der Nähe von Jablanica und Mostar. Während der Kämpfe um Mostar propagierte Naletilić seinen Ruf als Volksheld und genoss hohes Ansehen als „lebende Legende“. So wurden Plakate mit der Aufschrift „Tuta – Naša pobjeda“ (Tuta – Unser Sieg!) verbreitet und das Lied Čuvaj Tuta Mostar (Tuta behüte Mostar!) veröffentlicht. Naletilić geriet in Konflikt mit hochrangigen HVO-Beamten, so im November 1993 mit dem HVO-Befehlshaber General Slobodan Praljak (1945–2017), dem er bei einem Streit eine Pistole an die Stirn hielt. Aufgrund der von ihm und seiner Einheit ausgeübten Willkür kam es in der Herzegowina beinahe zu innerkroatischen Konflikten. Aufgrund seiner halb- oder illegalen Aktivitäten wurde Naletilić auch für die Behörden in Kroatien zu einem zunehmenden Problem. Der damalige Chef des kroatischen Geheimdienstes HIS Miroslav Tuđman (1946–2021) charakterisierte ihn 1995 in einem offiziellen Brief an den damaligen kroatischen Präsidenten, seinen Vater Franjo Tuđman (1922–1999), als Mitglied der kriminellen Unterwelt, Bordellbetreiber im Ausland und vorgetäuschten politischen Emigranten, der nichts mit den internationalen Terroristen der ETA oder der Baader-Meinhof-Gruppe zu tun habe, mit denen er oft prahlen würde.
Im Dezember 1993 stürmte eine Gruppe von Mitgliedern des Kažnjenička bojna das Gefängnis von Ljubuški, entwaffnete die Wachen und entführte den HVO-Militärpolizisten und ehemaligen Angehörigen des I. Dobrovoljačka pukovnija „Kralj Tomislav“ Robert Nosić (* 26. Januar 1970 in Ljubuški), der zuvor bei einem Streit ein Mitglied der Einheit verwundet hatte. Nosić gilt seitdem als vermisst.

### Nachkriegszeit und Haft
Nachdem Anklage gegen Naletilić wegen der Entführung von Robert Nosić erhoben worden war, wurde er im Februar 1997 durch Angehörige der Anti-Terror-Einheit Lučko in Kroatien festgenommen und für zwei Jahre im Gefängnis von Remetinec inhaftiert.
Im Jahr 1998 erhob der Internationale Strafgerichtshof für das ehemalige Jugoslawien (ICTY) Anklage gegen Naletilić, der daraufhin im März 2000 von den kroatischen Behörden nach Den Haag ausgeliefert wurde. Während der Haft spielte er regelmäßig Volleyball, war in Kontakt mit Slobodan Milosević (1941–2006) und spielte laut Medienberichten regelmäßig Schach mit Vojislav Šešelj (* 1954), mit dem er Freundschaft geschlossen hatte. Šešelj berichtete in einem Interview nach Tutas Tod:

„Milošević je došao u Haag nepune tri godine prije mene i on se već sprijateljio s Tutom. Jednom kaže kako zna da on pola stvari “veze i izmišlja” , ali ga je lijepo slušati. Zaista je bio zabavan i duhovit. I onda kad sa mnom uđe u duel onda se svi oko nas valjaju od smijeha. Mi smo bili duhovna hrana za ove ostale paćenike tamo koji bi često padali u letargiju i depresiju. Tuta je bio duhoviti i mi u tim našim šalama nismo imali granica. […] Jednu stvar da ti kažem: kad je Milošević umro, on je oba svoja sina spremio da mu odu na pogreb u Požarevac. Nije o tome pisao, ali je to učinio.“

„Milosević kam weniger als drei Jahre vor mir nach Den Haag und hatte sich bereits mit Tuta angefreundet. Er sagte einmal, er wisse, dass er die Hälfte der Dinge „verbinde und erfinde“, aber es ist schön, ihm zuzuhören. Er war wirklich lustig und witzig. Und als er sich dann mit mir duellierte, lachten alle um uns herum. Wir waren die geistige Nahrung für diese anderen Leidenden dort, die oft in Lethargie und Depression verfielen. Tuta war lustig und wir kannten keine Grenzen in unseren Witzen. […] Eines muss ich Ihnen sagen: Als Milosević starb, bereitete er seine beiden Söhne darauf vor, zu dessen Beerdigung in Požarevac zu gehen. Er hat nicht darüber geschrieben, aber er hat es getan.“

Wegen „Verfolgung, Folter und Vertreibung der Muslime in Westherzegowina“ wurde Naletilić vom ICTY zu 20 Jahren Gefängnis verurteilt. Die meiste Zeit seiner Haftstrafe verbrachte er in Den Haag, die letzten Jahre im Rebibbia-Gefängnis in Rom.
Nachdem er zwei Drittel seiner 20-jährigen Haftstrafe verbüßt hatte, wurde Naletilić im Februar 2013 freigelassen. Unmittelbar nach seiner Ankunft in Kroatien wurde er wegen des Mordes an Robert Nosić angeklagt. Die Staatsanwaltschaft ließ alle Anklagepunkte schon bei der ersten Anhörung am 26. April 2013 fallen. Wegen weiterer Anschuldigungen kam es nie zur Anklage.
Nach seiner Freilassung lebte Naletilić bei seinen zwei Söhnen Mate und Udo in der kroatischen Hauptstadt Zagreb. Seine Villa auf dem Cigansko brdo (Zigeunerhügel; eigentlich Ćavarovo brdo) nördlich dem Zentrum von Široki Brijeg, die während und kurz nach dem Krieg als Sammelplatz für Politiker, inoffizielles militärisches Hauptquartier und Hinrichtungsstätte diente, war seit etwa 2000 unbewohnt. Zuletzt lebte Naletilić am Blidinjsko jezero.

### Tod
Naletilić starb am 17. Dezember 2021 im Alter von 75 Jahren im Klinischen Universitätskrankenhaus von Mostar an den Folgen eines schweren Herzinfarkts, den er mehrere Tage zuvor erlitten hatte. Die Beerdigung fand am 21. Dezember 2021 in der Familiengruft auf dem Friedhof Sajmište von Široki Brijeg statt. Vojislav Šešelj schickte einen Trauerkranz mit der zweiseitigen Bandaufschrift in serbisch-kyrillisch Последњи поздрав драгом пријатељу / Тути од Војислава Шешеља (Letzte Grüße an meinen lieben Freund / Tuta von Vojislav Šešelj).